# 内雷特瓦河

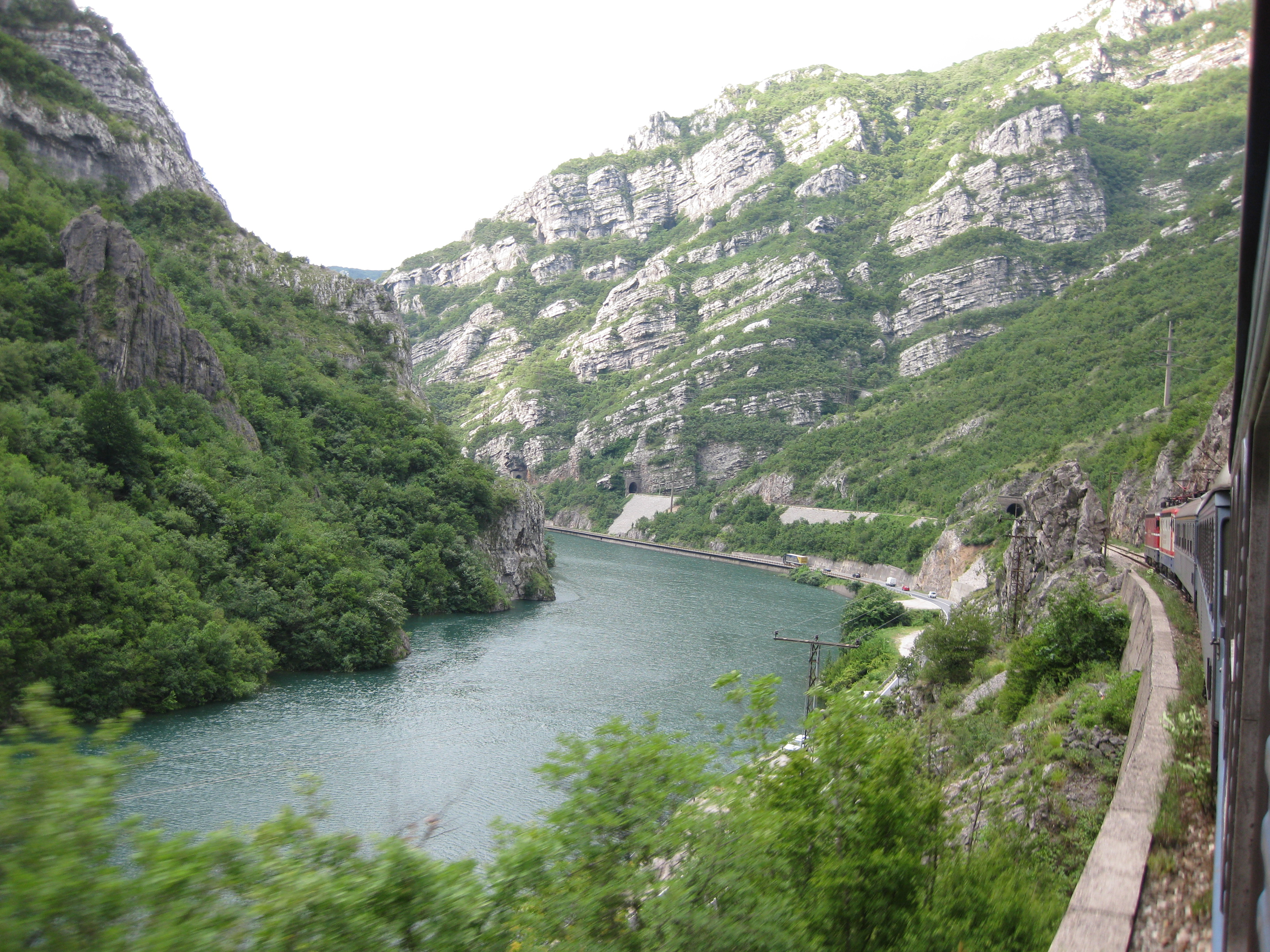
内雷特瓦河

内雷特瓦河（Neretva）是亚得里亚盆地东部最大的河流，全长230公里，其中208公里在波斯尼亚和黑塞哥维那境内，其余22公里在克罗地亚杜布罗夫斯克-内雷特瓦县。流域面积10,38平方公里，该河流区域内有四座水力发电站，通过高于15米的大坝和蓄水湖进行发电。 它以自然之美被称颂，其风景多样化，具有视觉吸引力。
由于人口增加和相关发展的压力，淡水生态系统影响较大。它是波斯尼亚和黑塞哥维那和克罗地亚的最珍贵的天然资源之一， 具有储量丰富的淡水，数量众多的泉水，清澈的河流， 是一个待评估和承认非常重要的自然宝藏。从东部的德里纳河到西部的乌纳河，从北部的萨瓦河到南部的亚得里亚海，波斯尼亚和黑塞哥维那是一个真正的欧洲水库。内雷特瓦河流域位于这些主要的河流中间，使之成为淡水饮用系统重要部分。